# Tania Chávez Moser
Tania Chávez Moser (* 6. Mai 1990) ist eine bolivianische Leichtathletin, die im Mittel- und Langstreckenlauf sowie im Hindernislauf antritt.

## Sportliche Laufbahn
Erste internationale Erfahrungen sammelte Tania Chávez Moser im Jahr 2018, als sie bei den Ibero-Amerikanischen Meisterschaften in Trujillo in 10:11,01 min den vierten Platz über 3000 m Hindernis belegte. Im Jahr darauf gelangte sie bei den Südamerikameisterschaften in Lima mit 10:15,83 min auf Rang sechs und anschließend wurde sie bei den Panamerikanischen Spielen ebendort disqualifiziert. Im Januar 2020 wurde sie beim 3M Half Marathon in Austin in 1:15:13 h Zweite und bei den Halbmarathon-Weltmeisterschaften 2020 in Gdynia wurde sie nach 1:17:53 h 90. 2023 gelangte sie bei den Südamerikameisterschaften in São Paulo mit 36:14,0 min auf Rang zehn über 10.000 Meter und belegte in 10:46,72 min den siebten Platz im Hindernislauf.
2019 wurde Chávez Moser bolivianische Meisterin im 800-Meter-Lauf.

## Persönliche Bestleistungen
- 800 Meter: 2:19,29 min, 4. Mai 2019 in Tarija
- 1500 Meter: 4:42,40 min, 25. Juni 2017 in Gelnhausen
- 3000 Meter: 9:43,76 min, 18. Juli 2020 in Winnenden
  - 3000 Meter (Halle): 10:19,85 min, 10. Februar 2018 in Sindelfingen
- 5000 Meter: 16:40,63 min, 11. September 2020 in Friedberg
- 10.000 Meter: 36:14,0 min, 28. Juli 2023 in São Paulo
- Halbmarathon: 1:16:11 h, 2. April 2023 in Berlin
- Marathon: 2:41:21 h, 11. Dezember 2022 in Málaga (bolivianischer Rekord)
- 3000 m Hindernis: 10:11,01 min, 25. August 2018 in Trujillo (bolivianischer Rekord)